# Samoa na igrzyskach Wspólnoty Narodów
Samoa wystartowało po raz pierwszy na igrzyskach Wspólnoty Narodów w 1974 roku na igrzyskach w Christchurch i od tamtej pory reprezentacja wystartowała na wszystkich igrzyskach. Najwięcej złotych (3) oraz najwięcej medali w ogóle (4) Samoa wywalczyło podczas igrzysk w Nowym Delhi w 2010 roku.

## Klasyfikacja medalowa
| Igrzyska          | Złoto | Srebro | Brąz | Razem |
| ----------------- | ----- | ------ | ---- | ----- |
| 1974 Christchurch | 0     | 1      | 1    | 2     |
| 1978 Edmonton     | 0     | 0      | 3    | 3     |
| 1982 Brisbane     | 0     | 0      | 0    | 0     |
| 1986 Edynburg     | 0     | 0      | 0    | 0     |
| 1990 Auckland     | 0     | 0      | 2    | 2     |
| 1994 Victoria     | 0     | 1      | 0    | 1     |
| 1998 Kuala Lumpur | 0     | 0      | 0    | 0     |
| 2002 Manchester   | 0     | 1      | 2    | 3     |
| 2006 Melbourne    | 0     | 0      | 1    | 1     |
| 2010 Nowe Delhi   | 3     | 0      | 1    | 4     |
| Razem             | 3     | 3      | 10   | 16    |

### Według dyscyplin
| Dyscyplina        | Złoto | Srebro | Brąz | Razem |
| ----------------- | ----- | ------ | ---- | ----- |
| Podnoszenie cięż. | 3     | 2      | 2    | 7     |
| Boks              | -     | 1      | 7    | 8     |
| Lekkoatletyka     | -     | -      | 1    | 1     |